# Rasheed Wallace
Rasheed Abdul Wallace (ur. 17 września 1974 w Filadelfii) – amerykański koszykarz występujący na pozycji silnego skrzydłowego, mistrz NBA z 2004, po zakończeniu kariery zawodniczej trener koszykarski, obecnie trener drużyny koszykówki liceum Charles E. Jordan High School.
W 1993 wystąpił w meczu gwiazd amerykańskich szkół średnich - McDonald’s All-American.

## Kariera
Rasheed Wallace został wybrany w drafcie 1995 przez Washington Bullets (obecnie Washington Wizards). Jako debiutant wystąpił w 65 meczach zdobywając średnio 10 punktów. Wraz z początkiem sezonu 1996/97, Rasheed został przeniesiony do zespołu Portland Trail Blazers. Rok gry w Portland zakończył ze średnią 15,1 pkt na mecz i skutecznością 55,8%, co było trzecim wynikiem w lidze. W kolejnym sezonie, zawodnik również zanotował wysoką średnią - 53%, co dało mu ósme miejsce. 
W sezonie 1998/1999 stracił miejsce w pierwszym składzie. Zajął wtedy drugie miejsce w głosowaniu na najlepszego „szóstego” zawodnika ligi NBA. Nie trwało to jednak długo i już sezon później był najlepszym rzucającym w swoim zespole. 
W kolejnych dwóch latach notował największe zdobycze punktowe - 19,2 i 19,3 pkt na mecz. W przeciągu 7 sezonów w barwach Blazers rozegrał 543 spotkań. W sezonie 2003/04, Rasheed grał aż w trzech klubach. Początek sezonu spędził w Portland, aby następnie przenieść się do drużyny Atlanta Hawks w barwach której zagrał zaledwie jeden mecz. Zdobył wtedy 20 punktów i zaliczył 5 bloków. Przez resztę sezonu grał w zespole Detroit Pistons. W trakcie sezonu 2003/04, gracz rozegrał w zespole z Detroit 68 spotkań, w tym 66 w wyjściowym składzie. W sezonie 2004/05, Wallace zdobywał średnio 14,5 pkt i zbierał aż 8,2 piłek. W kolejnym sezonie grał jeszcze lepiej uzyskując 15,1 pkt oraz 6,8 zbiórek na mecz. W ciągu tych trzech sezonów wystąpił w 225 spotkaniach, we wszystkich wychodząc jako podstawowy zawodnik. W sezonie 2009/2010 był zawodnikiem Bostonu Celtics. 10 sierpnia Celtics rozwiązali z nim kontrakt, po czym zakończył karierę.
W październiku 2012 postanowił wznowić grę w NBA. Podpisał roczny kontrakt z New York Knicks jako wolny agent. 17 kwietnia 2013 ogłosił, że ponownie kończy karierę.
W 2002 wystąpił w filmie Magiczne buty.

## Osiągnięcia
Na podstawie, o ile nie zaznaczono inaczej.
NCAA
- Uczestnik:
  - NCAA Final Four (1995)
  - turnieju NCAA (1994, 1995)
- Mistrz:
  - turnieju konferencji Atlantic Coast (ACC – 1994)
  - sezonu regularnego (1995)
- Zaliczony do:
  - I składu:
    - ACC (1995)
    - turnieju ACC (1995)
    - pierwszoroczniaków ACC (1994)

  - II składu:
  - All-American (1995)
  - turnieju ACC (1994)

NBA
- Mistrz NBA (2004)
- Wicemistrz NBA (2005, 2010)
- Uczestnik:
  - meczu gwiazd NBA (2000, 2001, 2006, 2008[a])
  - Rising Stars Challenge (1996)
- Zaliczony do II składu debiutantów NBA (1996)[8]
- Zawodnik tygodnia (3.03.2002)

## Rekordy
- Punkty: 42 przeciwko Denver Nuggets
- Celne rzuty za 2 pkt: 17 (2 razy)
- Celne rzuty za 3 pkt: 6 (2 razy)
- Celne rzuty osobiste: 12 (2 razy)
- Ofensywne zbiórki: 7 (5 razy)
- Defensywne zbiórki: 16 przeciwko Charlotte Hornets
- Zbiórki: 18 przeciwko Charlotte Hornets
- Asysty: 8 przeciwko Phoenix Suns
- Przechwyty: 6 przeciwko Milwaukee Bucks
- Bloki: 6 przeciwko Sacramento Kings